# Totonicapán
Totonicapán (auch San Miguel Totonicapán) ist eine knapp 60.000 Einwohner zählende Stadt in Guatemala. Sie ist Verwaltungssitz des Departamentos Totonicapán und der gleichnamigen Großgemeinde (Municipio).

## Geschichte
Totonicapán war vor der Ankunft der Spanier unter dem Namen Chuimekenhá (dt. „Über den heißen Quellen“) der zweitwichtigste Ort der Quiché nach Utatlán. Die von den Spaniern hier angesiedelten mexikanischen Söldner gaben dem Ort den gleichbedeutenden Namen Totonicapán. Während der Kolonialzeit wurde Silber abgebaut. Die Quiché begehrten immer wieder gegen die spanischen Kolonialherren auf. 1816 weigerte sich Totonicapáns Bürgermeister Atanasio Tzul, Steuern an die spanische Krone abzuführen. 1820 organisierte Anastasio Tzul einen Aufstand, durch den die Kolonialherren zunächst aus der Stadt vertrieben wurden. Anastasio Tzul wurde zum König der Quiché gekrönt, doch seine Amtszeit dauerte nur 29 Tage: Spanische Truppen aus Quetzaltenango verhafteten Tzul und seine Mitstreiter. Die Feiern, die heute am Vorabend des offiziellen Unabhängigkeitstages (15. September) in Totonicapán stattfinden, gelten dem Quiché-Volkshelden Anastasio Tzul, dem man in der Stadt auch ein Denkmal setzte. Nach der Unabhängigkeit von Spanien (1821) wurde Totonicapán im Oktober 1825 Hauptstadt des gleichnamigen Departamentos.

## Lage und Klima
Die Stadt liegt 204 km nordwestlich von Guatemala-Stadt und etwa 30 km nordöstlich von Quetzaltenango im Hochland der Sierra Madre auf 2495 m Höhe. Man erreicht Totonicapán von Guatemala-Stadt aus auf der Interamericana (CA 1). Kurz vor Quetzaltenango, bei Cuatro Caminos, zweigt in östlicher Richtung die 12 km lange Straße nach Totonicapán ab. Das Klima in der Stadt und in der Umgebung ist kalt.

## Wirtschaft und Tourismus
Totonicapán ist bekannt für sein Kunsthandwerk und für seine kleinen Textilbetriebe.
Im Tal zwischen Cuatro Caminos und Totonicpán sowie in der Umgebung der Stadt gibt es etliche Heißwasserquellen. Einzige Sehenswürdigkeiten in der Stadt sind das 1924 eröffnete neoklassizistische Theater und die 1545 von Bischof Francisco Marroquín geweihte Kirche San Miguel Arcángel, die nach Erdbeben mehrmals wieder aufgebaut werden musste, zuletzt 1878. Am westlichen Stadtrand befindet sich der Tanque de Los Dragones, ein aus vier Drachenmäulern gespeister Brunnen und Waschplatz. Totonicapán ist bekannt für zahlreiche bunte Feste, darunter das Tanzfestival im Frühjahr, die Unabhängigkeitsfeier am 14. und 15. September und auch die Feier zu Ehren des Schutzpatrons Michael.

## Söhne und Töchter
- Juan Manuel Cuá Ajacum (* 1962), römisch-katholischer Bischof von Quiché